# 可朱浑元
可朱渾元（？—559年？），复姓可朱渾氏，字道元，太安郡狄那县（今山西省晋中市寿阳县）人，北魏、西魏、东魏、北齐官员。

## 生平
北魏朔州刺史可朱渾買奴之子。自稱其先世為遼東（治今遼寧省遼陽市東北）慕容部人，可朱渾氏世为渠帅。歸順北魏後，曾祖父可朱渾护野肱為懷朔鎮將，遂居家懷朔鎮（今內蒙古自治區固陽縣西南）。可朱渾元家世顯貴，为人宽厚持重，有武略，善于御衆，自幼便與高歡相识。六鎮之亂爆发，率家族赴定州，参加鮮于修禮的起義軍。葛榮吸收鮮于修禮的部衆，可朱渾元被封為梁王。可朱渾元後來投奔尔朱榮，為別將。隸屬尔朱天光征关中，和萬俟醜奴作战，以功封東县伯，魏孝武帝時，累迁渭州刺史。
534年，侯莫陳悦殺害賀拔岳，宇文泰率領賀拔岳的部下攻打侯莫陳悦。可朱渾元援助侯莫陳悦，最终侯莫陳悦敗走，可朱渾元在秦州被宇文泰包围，結盟罷兵，回鎮渭州。可朱渾元早年受高歡知遇，母親兄長在关东，往來使者表示要歸順高歡。535年，宇文泰察知可朱渾元有二心，出兵攻打。可朱渾元率部自渭州出发，从西北烏蘭津渡河，越河州、原州之境到達東方。借助靈州刘丰之力，出靈州東北入雲州。高欢派平陽郡守高嵩迎可朱渾元，可朱渾元到達晋陽，被封為元縣公，任車騎大将軍。
可朱渾元在東雍擒获西魏儀同金祚、皇甫智達，转任并州刺史。用兵持重，善于驭下，屢有戰功。547年，转任司空。550年，北齊建國，封扶風王。跟随齊文宣帝攻打山胡、柔然，立功。554年，任大将軍，557年，任太傅，558年，转任太師。天保九年（559年）去世，追贈假黄鉞、太宰、录尚書事，謚號忠烈。皇建元年十一月庚申（560年12月15日），齊孝昭帝高演將可朱渾元等七人合祭于高澄的庙中。

## 家庭

### 父母
- 可朱浑买奴，北魏宁远将军、羽林监，赠使持节、燕恒肆三州诸军事、恒州刺史、太尉公[4]
- 某氏，名好，祖父名莫贺弗纥干步，父名薄骨律[4]

### 兄弟姐妹
- 可朱浑天元，北齐七兵尚书、昌阳恭武伯
- 可朱浑天和，北齐领军大将军、开府仪同三司、博陵郡公

### 子女
- 可朱浑孝裕，北齐仪同三司、右卫大将军、扶风王
- 可朱渾長威

## 延伸阅读
[在维基数据编辑]
 《北齊書/卷27》，出自李百药《北齊書》
 《北史·卷053》，出自李延壽《北史》